# 內藤賴直
內藤賴直（日语：／ Naitō Yorinao，1840年11月20日—1879年8月17日）是日本幕末大名，信濃高遠藩最後一任藩主，高遠藩內藤氏第13代。

## 生涯
天保11年（1840年），賴直作為信濃高遠藩第7代藩主内藤賴寧的七子出生，由於兄長內藤賴愛早死，賴直作為繼承人在安政6年（1859年），其父賴寧隱居後接任家督。萬延元年（1860年），賴直開創藩校進德館。
文久元年（1861年），和宮親子內親王下嫁於江戶幕府將軍德川家茂，賴直便負責處理此事。文久2年（1862年），生麥事件爆發，賴直奉幕府之命動員藩軍以防萬一。元治元年（1864年），天狗黨之亂爆發，雖然天狗黨曾經路經信濃一帶，但是高遠藩未受影響。同年爆發的長州征討，賴直亦有參戰。
慶應4年（1868年），戊辰戰爭爆發，賴直靠攏官軍，由於藩軍在北越戰爭和會津戰爭中協助西園寺公望而立下戰功，賴直便獲賞賜賞典金2000両。明治2年（1869年），版籍奉還後，賴直成為高遠藩知事，並且在明治3年（1870年）制定新藩制。
明治4年（1871年）7月14日，由於廢藩置縣，賴直被免職，並且在明治12年（1879年）死去。